# Улица Связи (Великий Новгород)
Улица Свя́зи — одна из улиц Великого Новгорода. Находится на Торговой стороне. Проходит от улицы Московской до церкви Воскресения Христова на Красном поле (бывшее Тихвинское кладбище). Протяжённость — 620 м.
В XIX веке вела от Московского шоссе к Тихвинскому кладбищу. В XX веке называлась Новая Тихвинская. В 1958 году была переименована в улицу Связи по расположенным рядом мастерским Новгородского областного управления связи.
Застроена жилыми и промышленными зданиями.